# Paulo Stuart Wright
Paulo Stuart Wright (Joaçaba, 2 de julho de 1933 — desaparecido em 1 de setembro de 1973) - codinome Pedro João Tim - foi um político brasileiro torturado e morto na ditadura militar brasileira, irmão do pastor Jaime Wright.
Formado em sociologia e pós-graduado em Los Angeles, foi deputado à Assembleia Legislativa de Santa Catarina na 5ª legislatura (1963 — 1967), eleito pelo Partido Social Progressista (PSP). Exilou-se no México após ser cassado pelo Ato Institucional Número Cinco (AI-5). Em 1965, retornou clandestinamente ao Brasil e passou a atuar na Ação Popular (AP), militando na luta contra a ditadura. Foi preso em São Paulo no dia 1° de setembro de 1973, e não se teve mais conhecimento sobre seu destino desde então.

## Biografia

### Primeiros anos
Sexto filho de Lothan Ephair Wright e de Maggir Belle Müller Wright, ambos missionários presbiterianos norte-americanos que desenvolviam um trabalho religioso na região do Rio do Peixe (Santa Catarina). Teve uma infância marcada pelo contraste entre a educação severa do pai e a sensibilidade de sua mãe. Dentre algumas obrigações exigidas pelo reverendo, estavam: ajudar nas tarefas de casa, cortar lenha, cuidar da pequena roça, ajudar no fabrico do suco de uva, aprender ofício e seguir os ensinamentos da Bíblia.
Quando Paulo tinha nove anos, dois de seus irmãos morreram afogados no rio do Peixe. Após concluir o primário, mudou-se para Passo Fundo, Rio Grande do Sul, onde conheceu Edimar Rickli, sua futura esposa. Na adolescência, Paulo costumava visitar orfanatos e asilos, doando roupas, sapatos e confortando as famílias desamparadas.
Após a conclusão do ensino médio, foi para os Estados Unidos cursar a universidade em Sociologia e Política.
Em Los Angeles (Estados Unidos).
Durante suas férias da pós-graduação, trabalhou na construção civil devido para melhor compreender a situação dos operários. Nesse período, também formou um grupo contrário à discriminação racial.
Cursava o doutorado em Sociologia quando, como cidadão americano, foi convocado para a Guerra da Coreia. Para não ter de combater, resolveu deixar os Estados Unidos.

### Vida política
Em 1956, voltou ao Brasil e começou a trabalhar como torneiro mecânico em Joaçaba (Santa Catarina), cidade onde nasceu e retornou após o casamento, desse modo conseguiu ajudar a fundar o sindicato dos metalúrgicos daquela cidade.
Seu primeiro filho morreu em um hospital, por falta de assistência de médicos e enfermeiras.
Aos 25 anos, filiou-se ao Partido Trabalhista Brasileiro (PTB) e candidatou-se a vereador, porém não foi eleito. Depois, se mudou para São Paulo para ampliar suas atividades políticas e religiosas.
Em 1960, tornou-se secretário-regional da União Cristã dos Estudantes do Brasil (UCEB) e, no mesmo ano, assumiu uma secretaria municipal em Joaçaba. Nesse ano, também foi candidato a prefeito, pelo PTB, mas foi derrotado, por apenas 11 votos, pelo candidato da União Democrática Nacional (UDN).
Mudou-se para Florianópolis, pois foi chamado para dirigir a Imprensa Oficial do Estado. Nessa cidade, dedicou-se a organizar os pescadores numa rede de cooperativas, para se livrarem dos atravessadores.
Em 1962, foi eleito deputado estadual pelo Partido Social Progressista (PSP).
Ligado a movimentos populares e operários, defendeu esses ideais enquanto esteve na Assembleia, o que passou a incomodar outros membros e despertar a pressão por sua renúncia. Nesse contexto, sofreu um atentado planejado pelo seu suplente.
No final de 1963, Paulo esteve à frente de um projeto para organizar 27 cooperativas de pescadores no Estado, que formaram uma federação de cooperativas, a FECOPESCA.
Em 1963, participou da criação da Ação Popular (AP), formada por militantes jovens oriundos da Juventude Universitária Católica (JUC), da União Cristã de Estudantes do Brasil e da Associação Cristã dos Acadêmicos.

### Ditadura e desaparecimento
Após o Golpe militar de 1964, seu mandato de Paulo foi cassado sob a alegação de quebra de decoro parlamentar, pois não usava paletó e gravata. Nesse contexto, também perdeu o cargo de presbítero na Igreja Presbiteriana em Florianópolis. Por conta da cassação, Paulo exilou-se no México por um ano e retornou, em 1965, atuando clandestinamente na Ação Popular (AP) durante oito anos. Segundo documentos dos órgãos de segurança, conforme o livro Direito à Memória e à Verdade, Paulo foi o representante da Ação Popular na reunião da Organização Latino-Americana de Solidariedade – Olas, realizada entre 31 de julho e 10 de agosto de 1967, em Havana (Cuba).
De acordo com arquivo da Comissão da Verdade, "em 08 de março de 1972, Paulo foi julgado pela primeira auditoria da primeira CJM, sendo absolvido. Em 09 de março de 1972, estava no processo relacionado à AP, no qual 13 dos 64 acusados foram condenados à prisão. Em 14 de março de 1974, quando já estava desaparecido, Paulo foi condenado a cinco anos de prisão pelo Conselho Permanente da Primeira Auditoria da CJM."
Em setembro de 1973, foi sequestrado pelo 2° Exército, preso e levado ao DOI/CODI de São Paulo, no qual foi torturado e morto durante as primeiras 48 horas de cativeiro. A última vez em que foi visto foi em um trem com destino à Mauá. De acordo com um dos amigos de Paulo, Osvaldo Rocha, que também foi preso e levado ao DOI/CODI, a blusa do ex-deputado estava no chão da sala de interrogatórios, onde foi torturado. Sua morte não foi reconhecida e seu corpo nunca encontrado, permanecendo desaparecido.
O advogado de presos políticos, José Carlos Dias, impetrou habeas corpus em favor de Paulo Stuart Wright e Pedro João Tinn, nome falso que Paulo utilizava. O advogado, então membro da Comissão de Justiça e Paz da Arquidiocese de São Paulo, apresentou ao Superior Tribunal Militar declarações de Maria Diva de Farias (testemunha), que esteve com Paulo na sala de identificações do DOI-CODI/SP. No entanto, as autoridades negaram sua prisão.
A família, então, apelou ao Departamento de Estado e ao Senado dos Estados Unidos, já que Paulo tinha dupla cidadania. Diversas instituições, como: Igrejas, advogados, movimentos internacionais de direitos humanos e imprensa de outros países denunciaram o desaparecimento de Paulo Stuart Wright, mas não obtiveram nenhum resultado.
Sobre sua prisão e desaparecimento, a sobrinha de Paulo, Delora Jan Wright, autora do Livro O Coronel Tem Um Segredo, Paulo Wright Não Está Em Cuba, afirmou: "Isso aconteceu em São Paulo (capital), possivelmente nos dias 2, 3 e 4 de setembro de 1973. Segundo informações de Osvaldo Rocha, dentista, militante político da APML, na ocasião do desaparecimento de Paulo, ambos estavam juntos num trem que ia de São Paulo à Mauá; nessa ocasião, ao terem percebido pessoas ligadas à repressão política, eles desceram do trem. [...] Ao chegar em sua residência, Osvaldo veio a ser preso por policiais, sendo, em seguida, conduzido às dependências do DOI-CODI, onde foi despido e agredido violentamente. Nessa oportunidade, viu no chão a mesma blusa que Paulo usava no trem que os conduzia à Mauá".
A denúncia de seu desaparecimento causou a instauração do caso 1.789 na Comissão Interamericana de Direitos Humanos da OEA. A comunicação do caso chegou a Comissão Interamericana de Direitos Humanos em 30 de outubro de 1973, acusando a ocorrência de sua prisão em setembro daquele ano. Nesse mesmo ano, sua morte foi denunciada pela apelação 40.617 perante à Justiça Militar por presos políticos, Beatriz do Valle Bargieri e Otto José Matto Filgueiras.
Em maio de 1975, durante a 35ª sessão da Comissão Interamericana de Direitos Humano, decidiu-se pela não continuidade do processo, por causa da falta de informações que deveriam ter sido fornecidas pelo governo.
Na abertura do arquivos do DOPS/PR, durante o governo de Roberto Requião, em 1991, foi encontrado uma ficha com 17 nomes, incluindo o de Paulo Stuart Wright, em uma gaveta com a inscrição "falecidos".
Em 1993, a Assembleia Legislativa de Santa Catarina devolveu-lhe o mandato, em uma homenagem póstuma.

## Produção cinematográfica
Em 1987, foi lançado PSW - Uma Crônica Subversiva, filme de 50 minutos, relatando sua participação no mundo político até  seu  súbito desaparecimento, em 1973. O ator Antonio Fagundes faz o papel de Paulo Stuart Wright.